# 英古里坝
英古里壩是位於格魯吉亞季瓦里附近英古里河上的一座混凝土拱壩。它高達271.5（891英尺），是世界上最高的大壩之一。

## 歷史
赫魯曉夫曾計劃在靠近皮聰大（赫魯曉夫經常在此度假）的布茲皮河上建造一座水壩，但他的顧問說這會毀壞皮聰大的地形，造成海岸侵蝕，所以最終選址季瓦里。
1961年英古里壩動工，1978年臨時啟用，1987年正式完工。魁北克水電公司的工程師曾在1994年前來檢查大壩的使用狀況，但當時英古里壩以幾近荒廢。1999年，欧洲委员会給格魯吉亞撥款9400萬歐元用以修復該大壩。最終修復完成時共耗去1.16億歐元，資金來自EBRD、KfW、歐盟、格魯吉亞政府和日本政府。2011年欧洲投资银行又借給格魯吉亞2000萬歐元用以修護這座水壩。